# Часовня Святого Иосифа (Лагевники)
 Памятник культуры Малопольского воеводства: регистрационный номер А-233/A от 5 октября 1983 года.
Часовня святого Иосифа (пол. Kaplica św. Józefa) — католическая часовня, находящаяся в краковском районе Лагевники, Польша. В настоящее время часовня является частью католического паломнического центра Санктуарий Божьего Милосердия и монастыря женской монашеской конгрегации Сестёр Пресвятой Девы Марии Милосердия. В часовне находится один из вариантов католической иконы под названием «Иисус, уповаю на тебя». Архитектурный памятник Малопольского воеводства.

## История
Строительство часовни святого Иосифа по проекту польского архитектора Кароля Зарембы началось в 1881 году и завершилось в 1893 году. Часовня была построена в неоготическом стиле из красного кирпича и имеет один неф. 20 августа 1891 года состоялось освящение часовни, которое совершил краковский архиепископ Альбин Дунаевский. В 1896 году в часовне был установлен современный алтарь. В 1944 году в часовне была установлена икона «Иисус, уповаю на тебя» авторства польского художника Адольфа Казимежа Хыла. В 1959 году эта икона была размещена в восточном боковом пределе.  В 1966 году в часовне разместили мощи святой Фаустины Ковальской.
В 1968 году краковский архиепископ Кароль Войтыла внёс часовню в список почитаемых мест архиепархии. 1 ноября 1992 года кардинал Франтишек Махарский объявил часовню местом почитания Божественного Милосердия.
5 октября 1983 года часовня святого Иосифа была внесена в реестр памятников Малопольского воеводства (А-233/А).
На фасаде часовне находятся две мемориальные таблички о посещении часовни Римских пап. 17 июня 1997 года часовню посетил Римский папа Иоанн Павел II. В память этого визита в 1997 году на фасаде часовни была укреплена мемориальная табличка. 27 июня 2006 года часовню посетил Римский папа Бенедикт XVI, о чём свидетельствует вторая мемориальная табличка на фасаде часовни.

## Источник
- Michał Rożek «Sanktuaria Krakowa», Wydawnictwa turystyczne, 2006
- Michał Rożek «Altera Roma, Święte miejsca Krakowa», wyd. WAM, Kraków, 2007